# Disa Gísladóttir
Disa Gísladóttir (5 maart 1961) is een atleet uit IJsland.
Op de Olympische Zomerspelen 1976 en de Olympische Zomerspelen van Los Angeles in 1984 nam Gísladóttir voor IJsland deel aan het onderdeel hoogspringen.